# Sörby, Torsåker

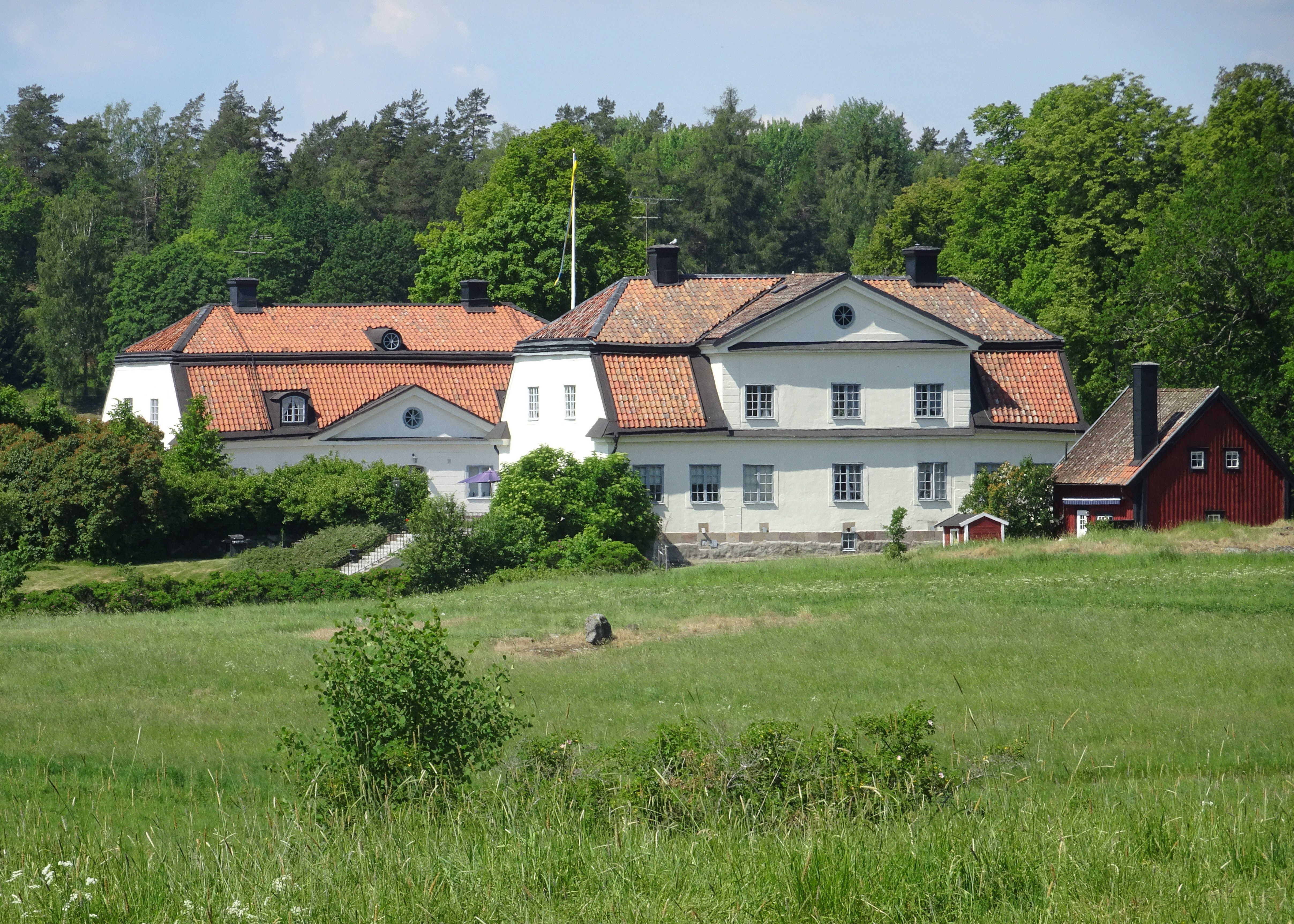
Sörbys båda flyglar, juni 2018.

Sörby är en herrgård och ett tidigare säteri i Torsåkers socken, Gnesta kommun. Herrgården ligger nära Torsåkers kyrka och sjön Sillen.

## Historik

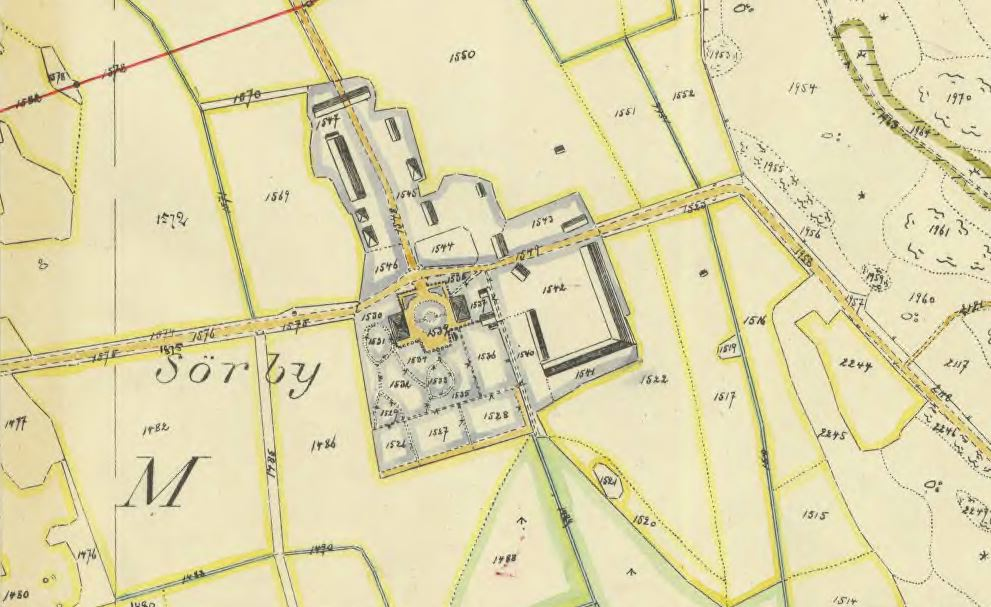
Sörbys huvudbebyggelse, 1913.

Sörby är känt sedan 1341, och var då en bondby. På 1500-talet omfattade byn två mantal frälse, för vilken ägaren erhöll sätesprivielgier. Den nuvarande mangårdsbyggnaden, som endast består av två identiska flyglar, uppfördes på 1700-talet. Under 1700-talet tillhörde säteriet bland annat släkterna von Scheven och Clason. 
På 1880-talet omfattade Sörby 2 mantal. Under gården lydde flera torp och lägenheter, bland dem Berga, Dalsjön, Elfvesta, Hult, Isinge, Klangeberga, Läggesta, Maro, Njelfva, Qvegerö, Solberga och Tuna. Till egendomen hörde även en kvarn och ett tegelbruk (se nedan). Öster om gårdsbebyggelsen låg en numera riven ladugårdsfyrkant med mejeri. Ekonomibyggnaderna norr om gården finns fortfarande delvis bevarade.

## Sörby tegelbruk
Vid Sörby fanns ett tegelbruk, som anlades på 1700-talet. Tegelbruket är känt från 1765 och nedlagt omkring 1910. Santesson arrenderade bruket i slutet av 1800-talet och drev en stor tillverkning av taktegel. År 1886 var bruket störst i Södermanland med en produktion av 114 668 taktegel. Teglet hade olika stämpling: "S.S." som stod för Santesson Sörby och "RS" som stod för Rosander Sörby. Rosander var en av arrendatorerna på 1850-talet.

## Bilder

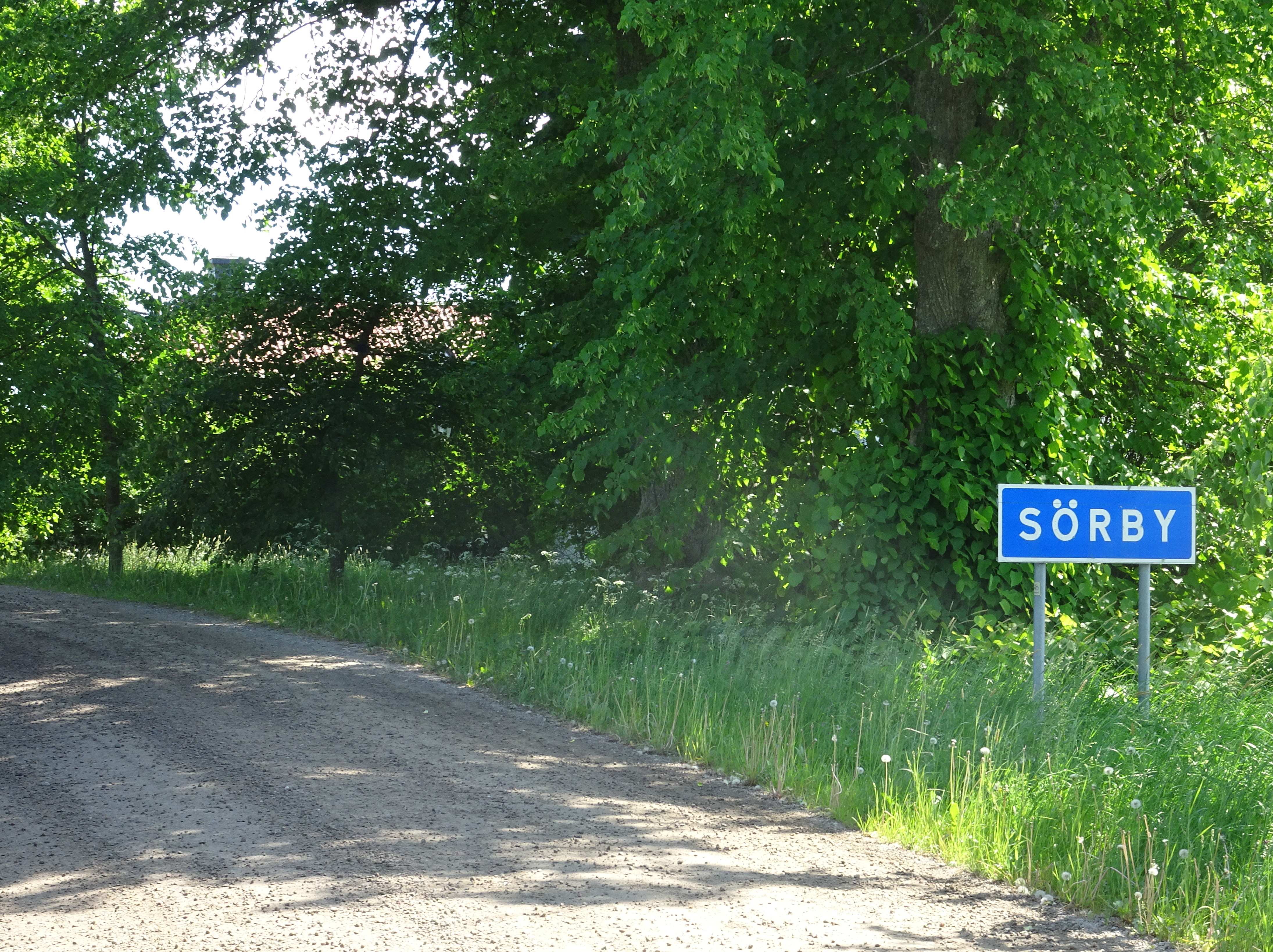
Ortskylt
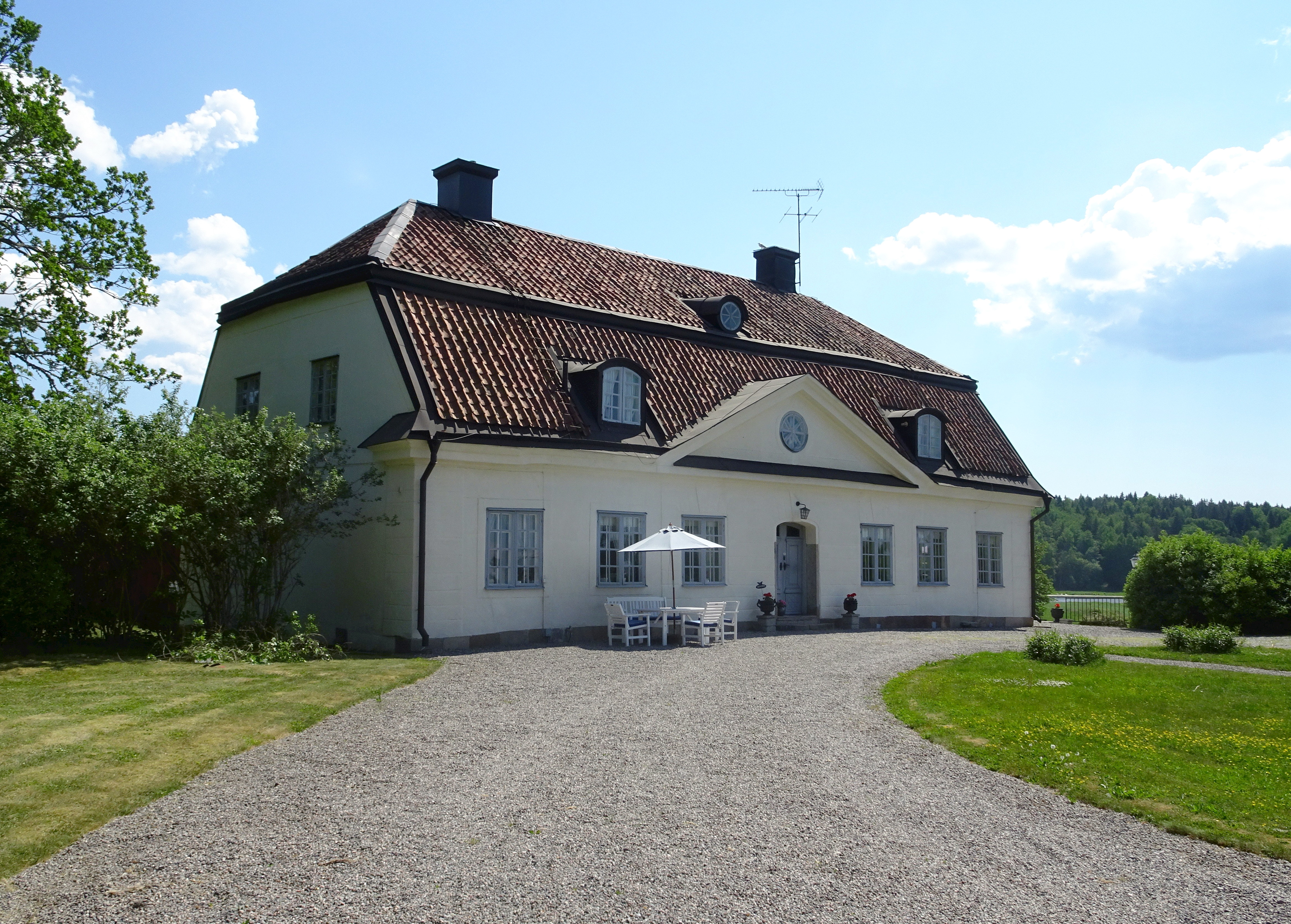
Östra flygeln
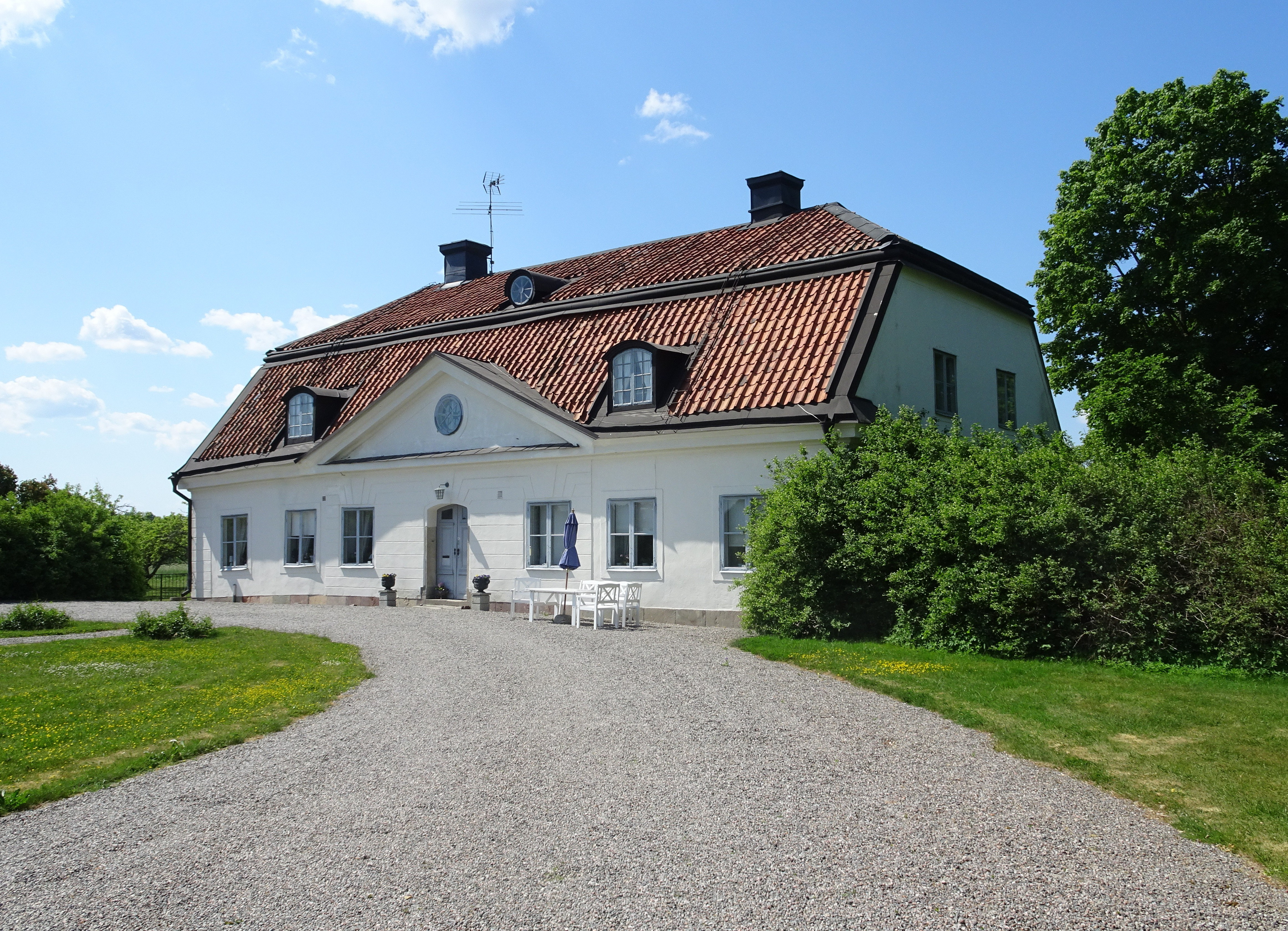
Västra flygeln
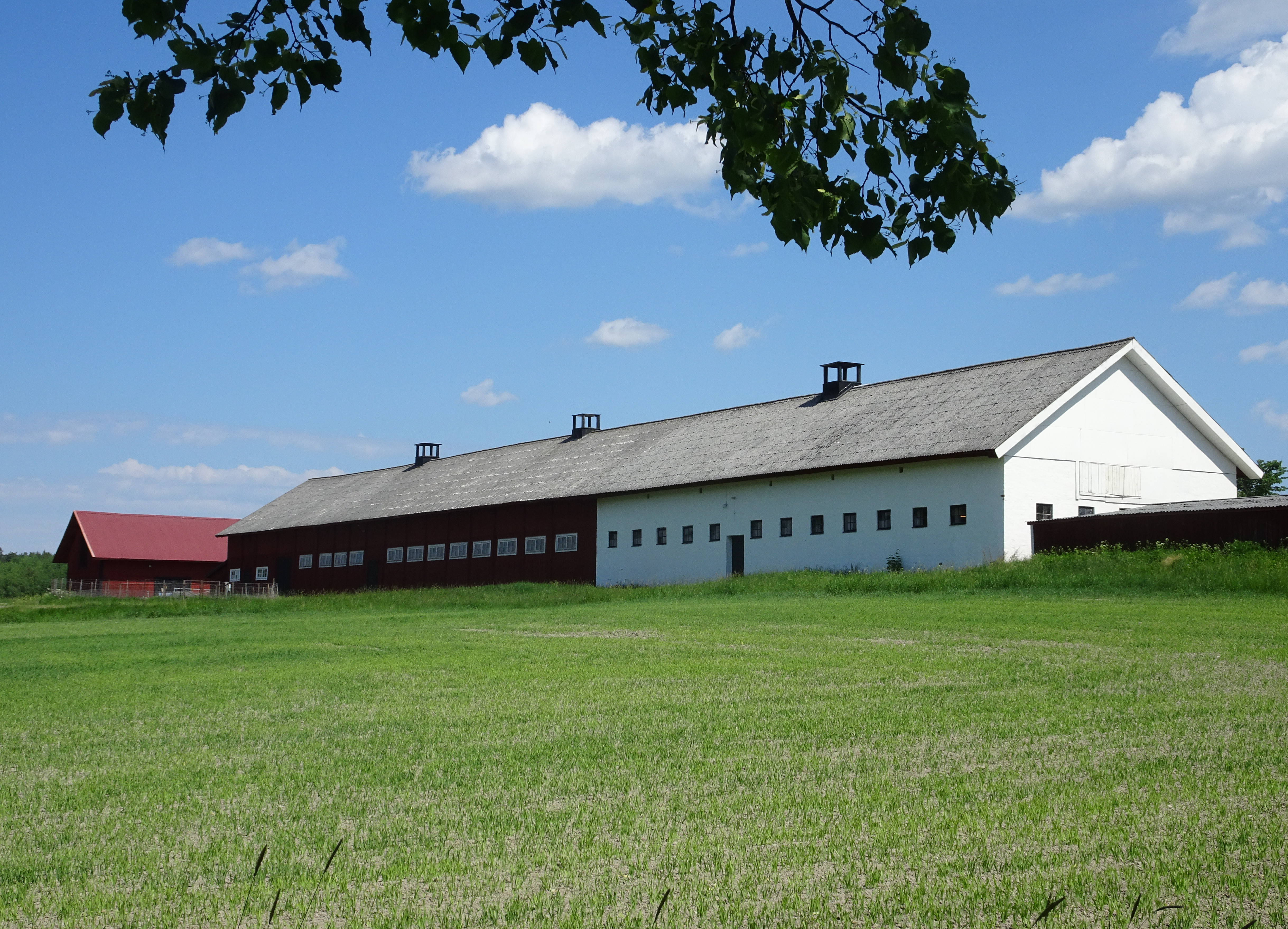
Gårdens ekonomibyggnader